# Paul Allen
Paul Gardner Allen (21. ledna 1953 – 15. října 2018) byl americký podnikatel, který založil Microsoft spolu s Billem Gatesem. Pravidelně se umísťoval na seznamu nejbohatších lidí světa. Naposledy (2007) byl časopisem Forbes označen za pátého nejbohatšího Američana, hodnota jeho majetku byla odhadována na 18 miliard amerických dolarů. Byl předsedou Charter Communications, vlastnil i podíl v DreamWorks Animation.
Allen vlastnil dva profesionální sportovní týmy: Seattle Seahawks v NFL a Portland Trail Blazers v NBA.
V roce 2007 byl Allen na listině 100 nejvlivnějších lidí na světě časopisu Time Magazine. Žil v Mercer Islandu ve Washingtonu.
Dne 2. března 2015 nalezl v hloubce jednoho kilometru na dně Sibuyanského moře u Filipín japonskou bitevní loď Musaši.
Dne 5. března 2018 oznámil, že jím vedený průzkumný tým nalezl asi 800 km od východního pobřeží Austrálie vrak americké letadlové lodi USS Lexington.
Zemřel na komplikace při léčbě non-Hodkingova lymfomu 15. října 2018 ve věku 65 let.
V listopadu 2022 byla čtyři roky po jeho smrti prodána v aukčním domě Christie's jeho umělecká sbírka, kterou budoval značnou část svého života. Byla tak splněna jeho závěť, aby byla prodána a zisk posloužil charitativním účelům.